# 罗文峪战斗
罗文峪战斗是中国抗日战争长城战役期间的一次战斗，共历时三天（1933年3月16日-19日）。

## 双方兵力
| 日军方面 | 西义一指挥日军第8师团，该师团的第4旅团、第8骑兵联队联合伪军的两个旅向罗文峪方向进攻。                                              | - 日军第8师团 - 第4旅团 - 第8骑兵联队 - 中国伪军                    |
| 国军方面 | 防守罗文峪的军队为国民革命军第二十九军暂编的第二师，师长为刘汝明，守卫薄弱。军长宋哲元后来命第37师的219团和第38师的228团前去增援。 | - 二十九军 - 暂编第二师 - 第37师219团（增援） - 第38师228团（增援） |

## 战斗历程

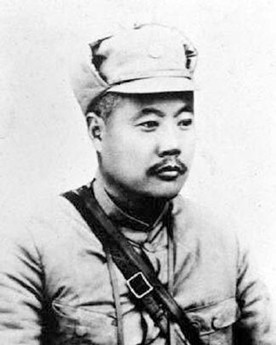
宋哲元像

喜峰口战斗日军失利后，日军转攻罗文峪等地，希望打破二十九军在遵化的指挥中枢:235。
1933年3月16日凌晨，日本军队的第8师第4旅、骑兵第3旅在部分中国伪军的协助下，:82开始朝罗文峪关口前的三岔口行动。随后29军的潜伏移动哨发现了他们，并以枪声的形式发出警报。而日军恰好位于国民革命军的射程范围内。祁光远团受命跑步绕出黄崖口截击日军，日军随后被击退:127。
17日8时，日军派出了携带机枪、野炮且约有三四千人的步骑炮混合部队和20余架轮番轰炸的飞机进攻罗文峪、沙宝峪和山楂峪:208:261:311。刘汝明的官兵:87将日军诱导至革命军附近，突然冲出阵地并投掷了大量手榴弹。随后又用大刀与之肉搏。但阵地失得交替，双方僵持不下:105。傍晚时分，宋哲元派出第二十九军三十七师:127的李金田旅前去增援。结果双方战斗了整整一天后，日军向鸾手营方向撤退。:72
18日晨，日军方面增调步、骑、炮混合部队3000余人向罗文峪发动了猛烈的进攻:312。宋哲元和张自忠指挥二十九军全面出击，在城墙和碉堡的掩护下与日军抗争:261。刘汝明与日军正面交锋并战斗至深夜；李金田旅兵分两路，攻击敌军侧面:87。罗文峪战斗自此全胜:5，数千名日军受伤，二十九军也缴获了许多武器弹药。

## 评价与纪念
罗文峪战斗的胜利得到了全国各大报纸的赞扬，《申报》在每日战况中对二十九军作出了赞扬。它的胜利，鼓舞了全国人民:280:25，后来的资料称罗文峪战斗与喜峰口战斗“打出了中国军队的威风”。年仅19岁的孙培元还以笔名“麦新”创作了《大刀进行曲》，将副标题定为“献给二十九军大刀队”，并在当时于二十九军之中传唱开来:235。1937年，《风云儿女》将《大刀进行曲》定为其曲目之一并使其风靡全国。

## 延伸阅读
- 刘广志. . 河南大学出版社. 1995.